# Арбицано-Санта Марија (Верона)
Арбицано-Санта Марија је насеље у Италији у округу Верона, региону Венето.
Према процени из 2011. у насељу је живело 5148 становника. Насеље се налази на надморској висини од 90 м.